# Sheikhupura (Distrikt)
Der Distrikt Sheikhupura ist ein Verwaltungsdistrikt in Pakistan in der Provinz Punjab. Sitz der Distriktverwaltung ist die gleichnamige Stadt Sheikhupura.
Der Distrikt hat eine Fläche von 3030 km² und nach der Volkszählung von 2017 3.460.426 Einwohner. Die Bevölkerungsdichte beträgt 1.142 Einwohner/km². Im Distrikt wird zur Mehrheit die Sprache Panjabi gesprochen.

## Geschichte
2005 wurde Nankana Sahib aus Teilen des Distrikts geschaffen.

## Geografie
Der Distrikt befindet sich im Nordosten der Provinz Punjab, die sich im Westen von Pakistan befindet. Der Distrikt setzt sich aus den 5 Tehsil Sheikhupura, Ferozewala, Muridke, Sharakpur und Safdarabad.

## Demografie
Zwischen 1998 und 2017 wuchs die Bevölkerung um jährlich 2,20 %. Von der Bevölkerung leben ca. 35 % in städtischen Regionen und ca. 65 % in ländlichen Regionen. In 517.850 Haushalten leben 1.789.956   Männer, 1.670.310 Frauen und 160 Transgender, woraus sich ein Geschlechterverhältnis von 107,2 Männer pro 100 Frauen ergibt und damit einen für Pakistan üblichen Männerüberschuss. Die Alphabetisierungsrate in den Jahren 2014/15 bei der Bevölkerung über 10 Jahren liegt bei 66 % (Frauen: 62 %, Männer: 71 %) und damit über dem Durchschnitt der Provinz Punjab von 63 %.
| Jahr | Einwohnerzahl |
| ---- | ------------- |
| 1998 | 2.276.164     |
| 2017 | 3.460.426     |